# Pollham
Pollham ist eine Gemeinde  in Oberösterreich im Bezirk Grieskirchen  im Hausruckviertel mit 1019 Einwohnern (Stand 1. Jänner 2024).

## Geografie
Pollham  liegt auf um die 380 m ü. A. am Oberlauf der Polsenz (zum Innbach). Die Ausdehnung beträgt von Nord nach Süd 5,1 km, von West nach Ost 3,6 km. Die Gesamtfläche beträgt 11,2 km². 16,1 % der Fläche sind bewaldet, 71,4 % der Fläche sind landwirtschaftlich genutzt.

### Gemeindegliederung
Das Gemeindegebiet umfasst folgende 16 Ortschaften (in Klammern Einwohnerzahl Stand 1. Jänner 2024):
- Aigelsberg (21)
- Aigen (100)
- Edt (26)
- Egg (149)
- Forsthof (125)
- Hainbuch (55)
- Hornesberg (31)
- Kaltenbach (130)
- Kleingerstdoppl (32)
- Kolbing (54)
- Pollham (185)
- Pollhamerwald (27)
- Schmidgraben (1)
- Schönau (1)
- Wackersbuch (67)
- Wimm (15)

Die Gemeinde besteht aus den Katastralgemeinden Forsthof und Pollham.
Einziger Zählsprengel ist Pollham.
Die Gemeinde liegt im Gerichtsbezirk Grieskirchen.

### Nachbargemeinden
| Michaelnbach | St. Thomas                                  |                                                    |
| Tollet       | Kompassrose, die auf Nachbargemeinden zeigt | Sankt Marienkirchen an der Polsenz (Bez. Eferding) |
| Grieskirchen | Schlüßlberg                                 | Bad Schallerbach                                   |

## Geschichte
Die erste schriftliche Erwähnung des Ortes erfolgte um das Jahr 1100.
Ursprünglich im Ostteil des Herzogtums Bayern liegend, gehörte der Ort seit dem 12. Jahrhundert zum Herzogtum Österreich. Seit 1490 wird er dem Fürstentum Österreich ob der Enns zugerechnet. Während der Napoleonischen Kriege war der Ort mehrfach besetzt. Seit 1918 gehört der Ort zum Bundesland Oberösterreich. Nach dem Anschluss Österreichs an das Deutsche Reich am 13. März 1938 gehörte der Ort zum Gau Oberdonau. Nach 1945 erfolgte die Wiederherstellung Oberösterreichs.
Mit 1. Jänner 2019 begann die Zusammenarbeit der Gemeinden Michaelnbach, Pollham und St. Thomas in einer Verwaltungsgemeinschaft.

### Einwohnerentwicklung
1991 hatte die Gemeinde laut Volkszählung 866 Einwohner, 2001 dann 914 Einwohner. Das Wachstum erfolgte wegen der positiven Geburtenbilanz (+62) trotz leicht negativer Wanderungsbilanz (−14). Von 2001 bis 2011 waren beide Bilanzen positiv, sodass die Bevölkerungszahl auf 989 Personen zunahm.

## Kultur und Sehenswürdigkeiten
- Katholische Pfarrkirche Pollham hl. Laurentius

## Wirtschaft und Infrastruktur
Im Jahr 2010 gab es 45 landwirtschaftliche Betriebe in Pollham, davon waren 23 Vollerwerbsbauern. Diese bewirtschafteten 711 der 947 Hektar Agrarflächen. Von den 524 Erwerbstätigen, die 2011 in Pollham lebten, arbeiteten 81 in der Gemeinde, 443 pendelten aus.

### Verkehr
- Eisenbahn: Der nächste Bahnhof liegt im 5 Kilometer entfernten Grieskirchen. Dieser kann mit der Buslinie 693 erreicht werden.[8]

### Wanderwege
- Pollhamer Marterlroas (Nr. 90), rund um den Ort[K 1]
- Pollheimer Geschichtsweg (Nr. 901):[9] verbindet die ersten Ansiedlungen des Geschlechts der Pollheimer. Er führt von Schmidgraben – Hainbuch (ehemalige Burg Pollham, 11. Jh.)[10] nach Pollham und weiter Scheiben (Alt-Polham) – Schamosberg  – Fürth zum Schloss Parz. Er wurde 2010 anlässlich der Landesausstellung ausmarkiert.[11]

## Politik

### Gemeinderat
Der Gemeinderat hat 13 Mitglieder.
- Mit den Gemeinderats- und Bürgermeisterwahlen in Oberösterreich 2003 hatte der Gemeinderat folgende Verteilung: 10 ÖVP und 3 SPÖ.
- Mit den Gemeinderats- und Bürgermeisterwahlen in Oberösterreich 2009 hatte der Gemeinderat folgende Verteilung: 6 Liste Giglleitner (GIG), 5 ÖVP, 1 SPÖ und 1 FPÖ.
- Mit den Gemeinderats- und Bürgermeisterwahlen in Oberösterreich 2015 hatte der Gemeinderat folgende Verteilung: 8 ÖVP, 3 GIG, 1 FPÖ und 1 SPÖ.
- Mit den Gemeinderats- und Bürgermeisterwahlen in Oberösterreich 2021 hat der Gemeinderat folgende Verteilung: 8 ÖVP, 3 FPÖ, 1 GRÜNE und 1 SPÖ.[12]

### Bürgermeister
- bis 2015 Johann Giglleitner (ÖVP, GIG)
- seit 2015 Ernst Mair (ÖVP)

### Wappen
Blasonierung:
Gespalten; rechts in Schwarz ein goldener, pfahlweise gestellter Rost, links von Silber und Rot siebenmal schräglinks geteilt.
Die Gemeindefarben sind Rot-Gelb.
Das Gemeindewappen wurde 1973 verliehen. Die silber-roten Balken sind das Wappen der Polheimer, deren Stammsitz sich in Pollham befand. Der Rost steht als Attribut des heiligen Laurentius für den Pfarrpatron.

## Persönlichkeiten

### Söhne und Töchter der Gemeinde
- Martin II. von Polheim (1457–1498), kaiserlicher geheimer Rat und Kämmerer von Maximilian I.
- Heinrich Übleis (1933–2013), Verwaltungsjurist, Manager und Politiker (SPÖ)